# Willi Stadel
Wilhelm „Willi“ Friedrich Stadel (* 9. Juli 1912 in Konstanz; † 23. März 1999 in Ravensburg) war ein deutscher Gerätturner und Lehrer.
Sein Heimatverein war der Turnverein Konstanz 1862.

## Leben
Stadel wurde im Juli 1912 als Sohn von Anna und dem selbständigen Maler Karl Stadel in Konstanz geboren. Stadels etwa vier Jahre jüngerer Bruder Karl (1916–1943) war ebenfalls ein erfolgreicher Turner.
Willi Stadel wuchs in Stadelhofen auf und absolvierte nach dem Schulabschluss im elterlichen Geschäft eine Lehre zum Dekorationsmaler. Nach Aufgabe seiner Berufstätigkeit als Dekorationsmaler, Ende 1936, absolvierte Stadel 1937/38 an der Reichsakademie für Leibesübungen in Berlin eine Ausbildung zum Sport-, Turn- und Gymnasiallehrer, die er mit dem Prüfungsergebnis „Gut in den Pflichtfächern und Sonderfach Leichtathletik sowie Sehr gut im Sonderfach Turnen“ abschloss.
Ostern 1938 verlobte sich Willi Stadel mit der Turnwartin Hildegard Dold († 1999). Aus der 1940 geschlossenen Ehe entstammen eine Tochter und ein Sohn.
Während des Zweiten Weltkriegs trat Stadel im Mai 1940 seinen Militärdienst bei der Luftwaffe an und kam im Folgejahr zum Flieger-Ausbildungsregiment in Velten. Dort als Regimentssportleher tätig, schützte ihn eine Knieverletzung vor dem Fronteinsatz. Im Januar 1945 wurde er wegen Krankheit aus dem Heer entlassen.
Als Sportlehrer arbeitete Willi Stadel von 1938 bis 1975 am Heinrich-Suso-Gymnasium Konstanz und den Gymnasien in Überlingen und Radolfzell.
Willi Stadel verbrachte seine letzten Jahre in einem Pflegeheim. 1999 verstarb er im Alter von 86 Jahren in Ravensburg und wurde auf dem Konstanzer Hauptfriedhof bestattet.

## Sportliche Karriere

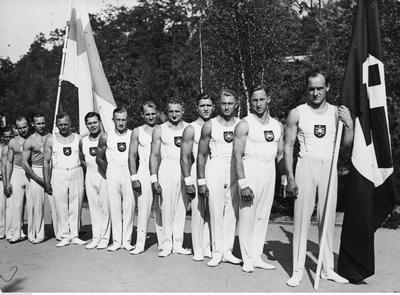
Die deutsche Turner-Riege mit Willi Stadel (Zweiter von rechts) bei den Olympischen Spielen 1936 in Berlin

Stadels sportliche Laufbahn begann 1921 in der Turnabteilung des TV Konstanz.
1934 wurde er Sieger im Zwölfkampf beim Kreisturnfest in Singen und badischer Meister in Gaggenau.
Bei den Olympischen Sommerspielen 1936 in Berlin wurde Stadel mit Alfred Schwarzmann, Konrad Frey, Matthias Volz, Franz Beckert, Walter Steffens, Innozenz Stangl und Ernst Winter Olympiasieger im Mannschaftsmehrkampf.
1937 wurde Willi Stadel erstmals Deutscher Meister im Zwölfkampf in Greiz, im März 1940 siegte er im Turnen bei den Deutschen Kriegsmeisterschaften in Berlin am Reck sowie am Barren, und im Mai desselben Jahres war er bester deutscher Turner beim Ländervergleichskampf zwischen Ungarn und Deutschland in Budapest. Auch 1940 in Chemnitz und 1941 in Karlsruhe wurde Stadel deutscher Zwölfkampfmeister; sein Bruder Karl belegte jeweils den zweiten Platz.
1954 musste Willi Stadel seine sportliche Karriere aufgrund von Verletzungen beenden.

## Ehrungen
Zusätzlich zur Goldmedaille erhielt die erfolgreiche Mannschaft eine sogenannte Olympia-Eiche. Der Eichensetzling wurde, zusammen mit dem durch die deutsche Damenriege gewonnenen Setzling, wenige Tage nach Abschluss der Spiele in Berlin am Grab von Friedrich Ludwig Jahn im Hof von dessen einstigem Wohnhaus in Freyburg an der Unstrut gepflanzt.
Ende August 1936 wurden Willi Stadel und seine Mannschaftskameraden „zum Dank für ihre großartigen sportlichen Leistungen“ bei den Olympischen Spielen in Berlin zur Ehrung durch Robert Wagner in die Reichsstatthalterei nach Karlsruhe eingeladen. Im Oktober 1937, anlässlich des Geburtstags des Reichssportführers Hans von Tschammer und Osten, wurde die erfolgreiche Mannschaft in die Reichskanzlei nach Berlin eingeladen und vom Führer Adolf Hitler persönlich per Handschlag beglückwünscht.
Für seine Tätigkeiten und besonders sein Engagement erhielt Willi Stadel unter anderem den Silbernen Ring der Stadt Radolfzell (1977) und die Ehrennadel des Landes Baden-Württemberg (1987).
Nach ihm ist die Willi-Stadel-Halle auf der Mettnau in Radolfzell benannt.

## Werke
- Willi Stadel: Bewegung, Gesundheit, Leistung : praktischer Leitfaden zur Körperschulung. Radolfzell 1972.